# RTCN Żagań
RTCN Żagań-Wichów – Radiowo-Telewizyjne Centrum Nadawcze Żagań-Wichów. Maszt radiowy w pobliżu miejscowości Wichów w województwie lubuskim, w powiecie żagańskim, w gminie Brzeźnica, o wysokości 280 m n.p.t. (wysokość posadowienia konstrukcji 158 m n.p.m.). Właścicielem jest Emitel Sp. z o.o. Obiekt wybudowany został w rekordowym czasie 111 dni w 2003 roku przez firmę Atem.
W dniu 1 października 2010 r. emisja testowa kanałów TVP w standardzie DVB-T została zakończona, a pozostawione zostały kanały z tzw. drugiego multipleksu.

## Parametry
Ważniejsze parametry:
- Wysokość posadowienia podpory anteny: 158 m n.p.m.
- Wysokość zawieszenia systemów antenowych: Radio: 140, 200, TV: 250, 270 m n.p.t.

## Transmitowane programy

### Programy radiowe
| LP | Program                   | Właściciel                                                                 | Częstotliwość | Moc nadajnika (ERP) | Polaryzacja | Kierunkowość |
| -- | ------------------------- | -------------------------------------------------------------------------- | ------------- | ------------------- | ----------- | ------------ |
| 1  | Polskie Radio Program III | Polskie Radio S.A.                                                         | 87,80 MHz     | 30 kW               | pozioma     | Kierunkowo   |
| 2  | Polskie Radio Program I   | Polskie Radio S.A.                                                         | 91,20 MHz     | 30 kW               | pozioma     | Kierunkowo   |
| 3  | RMF FM                    | Radio Muzyka Fakty Sp. z o.o.                                              | 94,80 MHz     | 30 kW               | pozioma     | Kierunkowo   |
| 4  | Radio Zet                 | Radio Zet Sp. z o.o.                                                       | 97,50 MHz     | 30 kW               | pozioma     | Kierunkowo   |
| 5  | Radio Maryja              | Prowincja Warszawska Zgromadzenia O.O. Redemptorystów                      | 101,20 MHz    | 10 kW               | pozioma     | Kierunkowo   |
| 6  | Polskie Radio Program II  | Polskie Radio S.A.                                                         | 104,70 MHz    | 30 kW               | pozioma     | Kierunkowo   |
| 7  | Radio Zachód              | Polskie Radio – Regionalna Rozgłośnia w Zielonej Górze "Radio Zachód" S.A. | 106 MHz       | 30 kW               | pozioma     | Kierunkowo   |

### Programy telewizyjne – cyfrowe[3]
| Nazwa multipleksu    | Częstotliwość (MHz) | Kanał | Moc (kW) | Polaryzacja | Charakterystyka promieniowania | Standard nadawania | Kompresja | Data uruchomienia nadajnika |
| -------------------- | ------------------- | ----- | -------- | ----------- | ------------------------------ | ------------------ | --------- | --------------------------- |
| MUX 1                | 546 MHz             | 30    | 50 kW    | pozioma (H) | dookólna (ND)                  | DVB-T2             | HEVC      | 7 grudnia 2011              |
| MUX 2                | 666 MHz             | 45    | 50 kW    | pozioma (H) | dookólna (ND)                  | DVB-T2             | HEVC      | 30 września 2010            |
| MUX 3 (Gorzów Wlkp.) | 562 MHz             | 32    | 100 kW   | pozioma (H) | dookólna (ND)                  | DVB-T              | MPEG-4    | 20 maja 2013                |
| MUX 4                | 482 MHz             | 22    | 50 kW    | pozioma (H) | dookólna (ND)                  | DVB-T2             | HEVC      | 30 czerwca 2021             |
| MUX 6                | 474 MHz             | 21    | 50 kW    | pozioma (H) | dookólna (ND)                  | DVB-T2             | HEVC      | 30 kwietnia 2021            |
| MUX 8                | 198,5 MHz           | 8     | 20 kW    | pionowa (V) | kierunkowa (D)                 | DVB-T              | MPEG-4    | 7 listopada 2016            |

## Nienadawane analogowe programy telewizyjne
Programy telewizji analogowej wyłączone 7 listopada 2012 r.
| LP | Program | Właściciel            | Częstotliwość | Kanał | Moc nadajnika (ERP) | Polaryzacja | Od   | Do               |
| -- | ------- | --------------------- | ------------- | ----- | ------------------- | ----------- | ---- | ---------------- |
| 1  | TVP1    | Telewizja Polska S.A. | 471,25 MHz    | 21    | 200 kW              | pozioma     | 2003 | 7 listopada 2012 |